# Joseph Reisinger
Joseph Adam Reisinger (* 23. Dezember 1803 in Radstadt; † 14. November 1865 in Vöcklabruck) war ein österreichischer Mediziner und Politiker.

## Leben
Reisinger studierte von 1827 bis 1832 Medizin an der Universität Wien, wo er 1832 promoviert wurde. Er arbeitete anschließend als praktischer Arzt, zunächst in Grieskirchen, seit 1833 in Freistadt. Von 1851 bis zu seinem Tod praktizierte er als Bezirksarzt in Vöcklabruck.
Vom 18. Mai 1848 bis 30. Mai 1849 war Reisinger für den Wahlkreis Österreich ob der Enns und Salzburg in Freistadt Mitglied der Frankfurter Nationalversammlung in der Fraktion Augsburger Hof.
1848/1849 war er auch Mitglied des Reichstags des Kaisertums Österreich in Wien und des Niederösterreichischen Landtags.